# Orobanche gracilis
Orobanche gracilis är en snyltrotsväxtart som beskrevs av James Edward Smith. Enligt Catalogue of Life ingår Orobanche gracilis i släktet snyltrötter och familjen snyltrotsväxter, men enligt Dyntaxa är tillhörigheten istället släktet snyltrötter och familjen snyltrotsväxter. Arten förekommer tillfälligt i Sverige, men reproducerar sig inte.

## Underarter
Arten delas in i följande underarter:
- O. g. deludens
- O. g. todaroi

## Bildgalleri

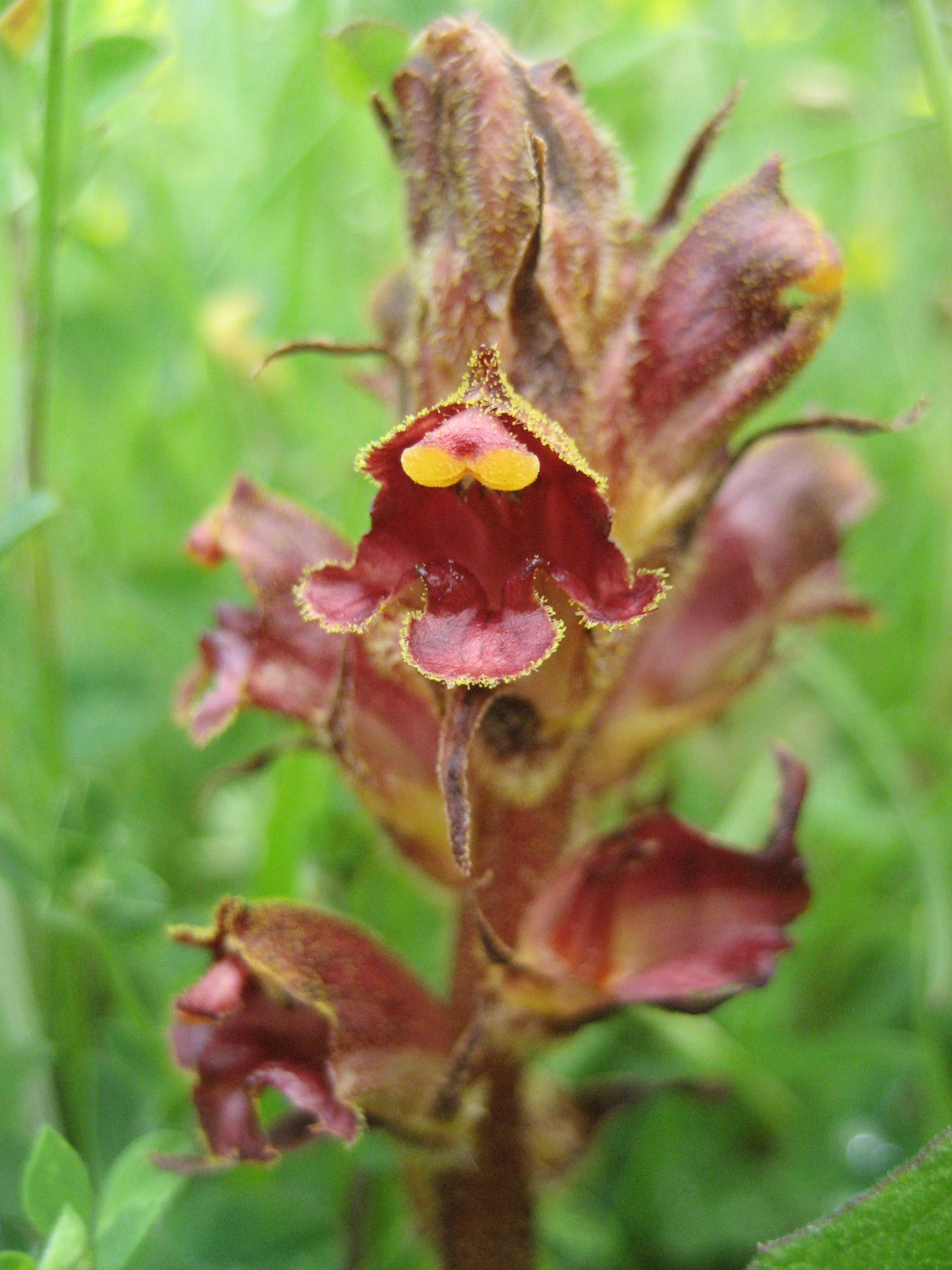
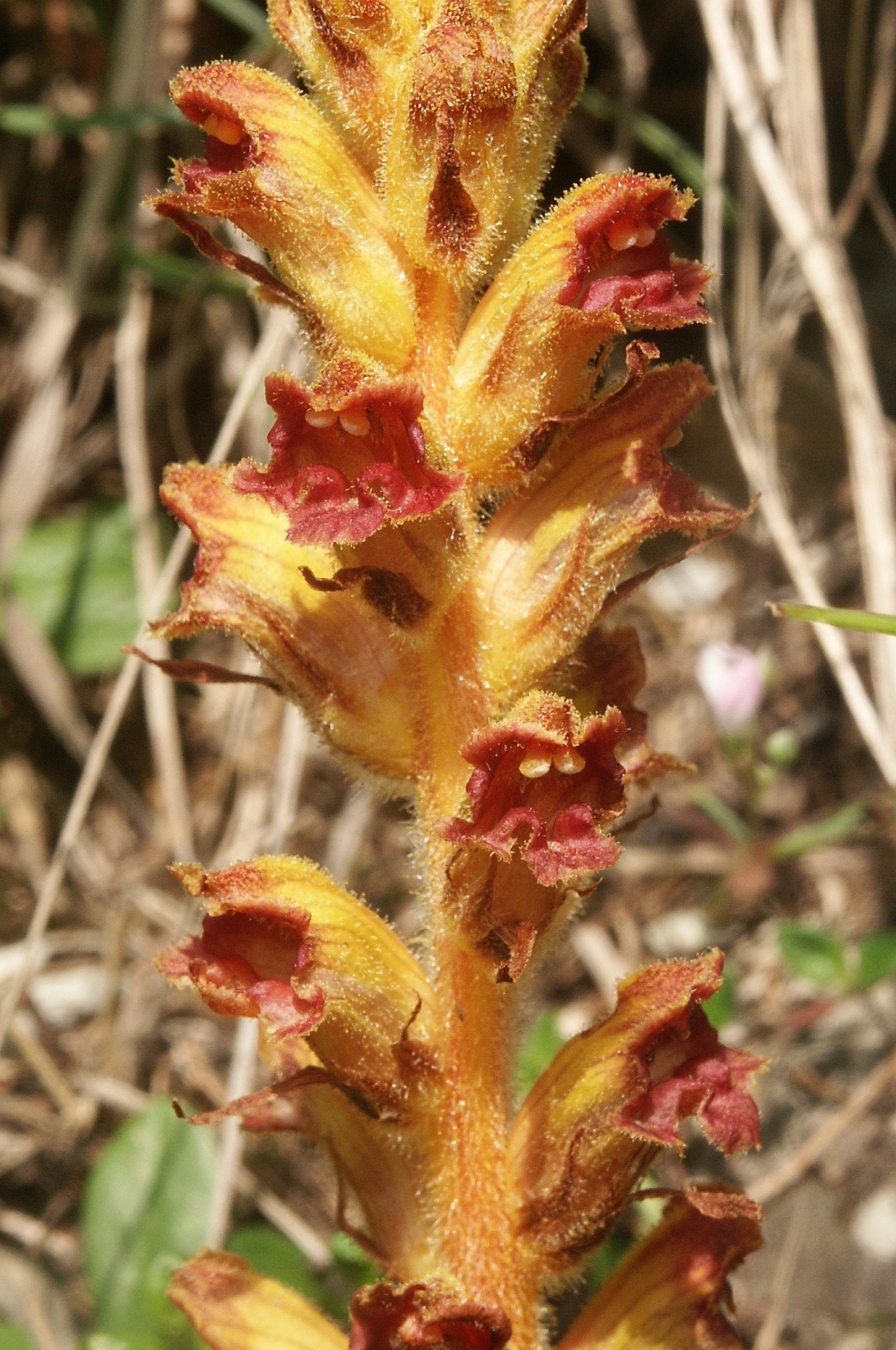
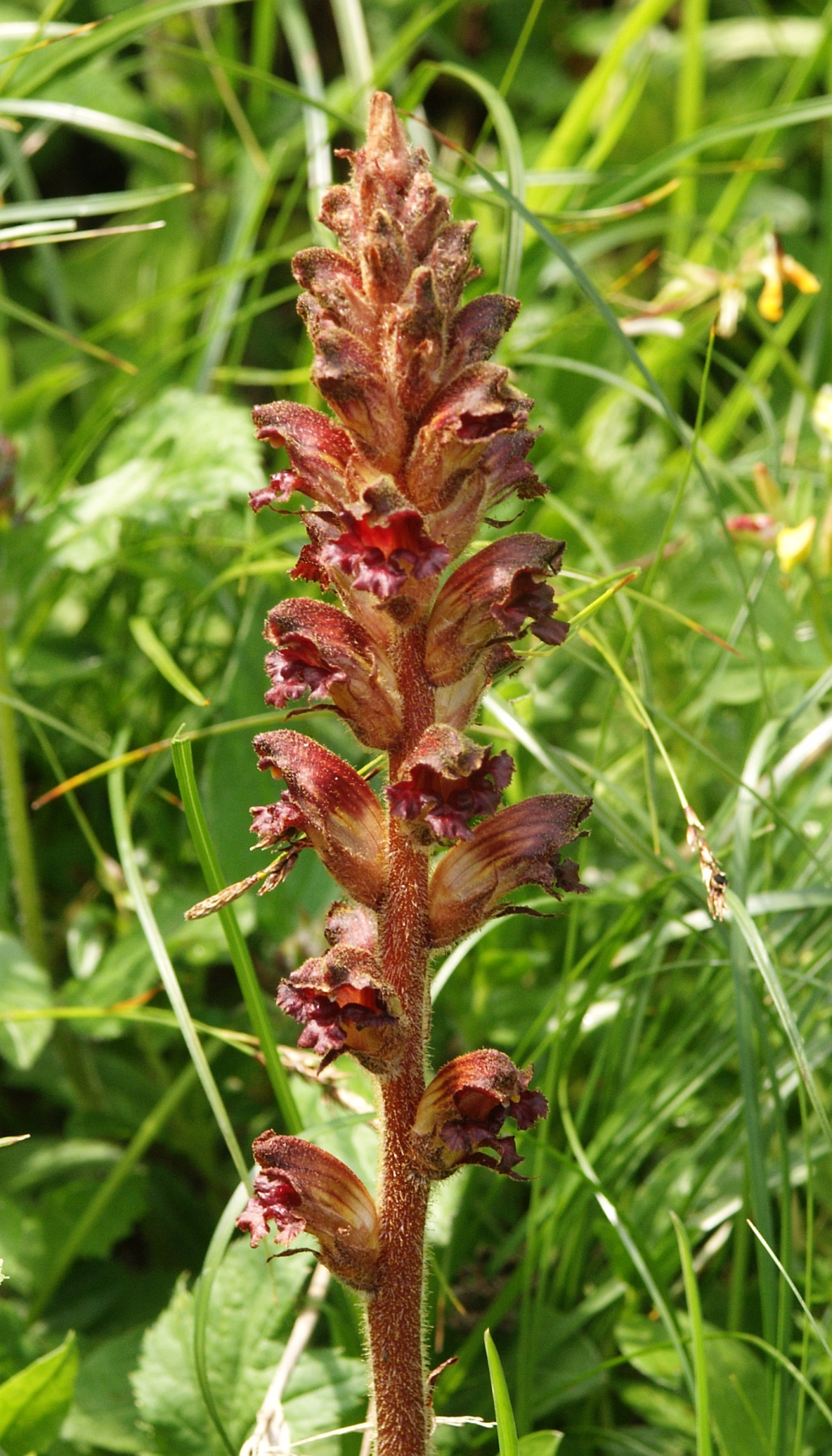
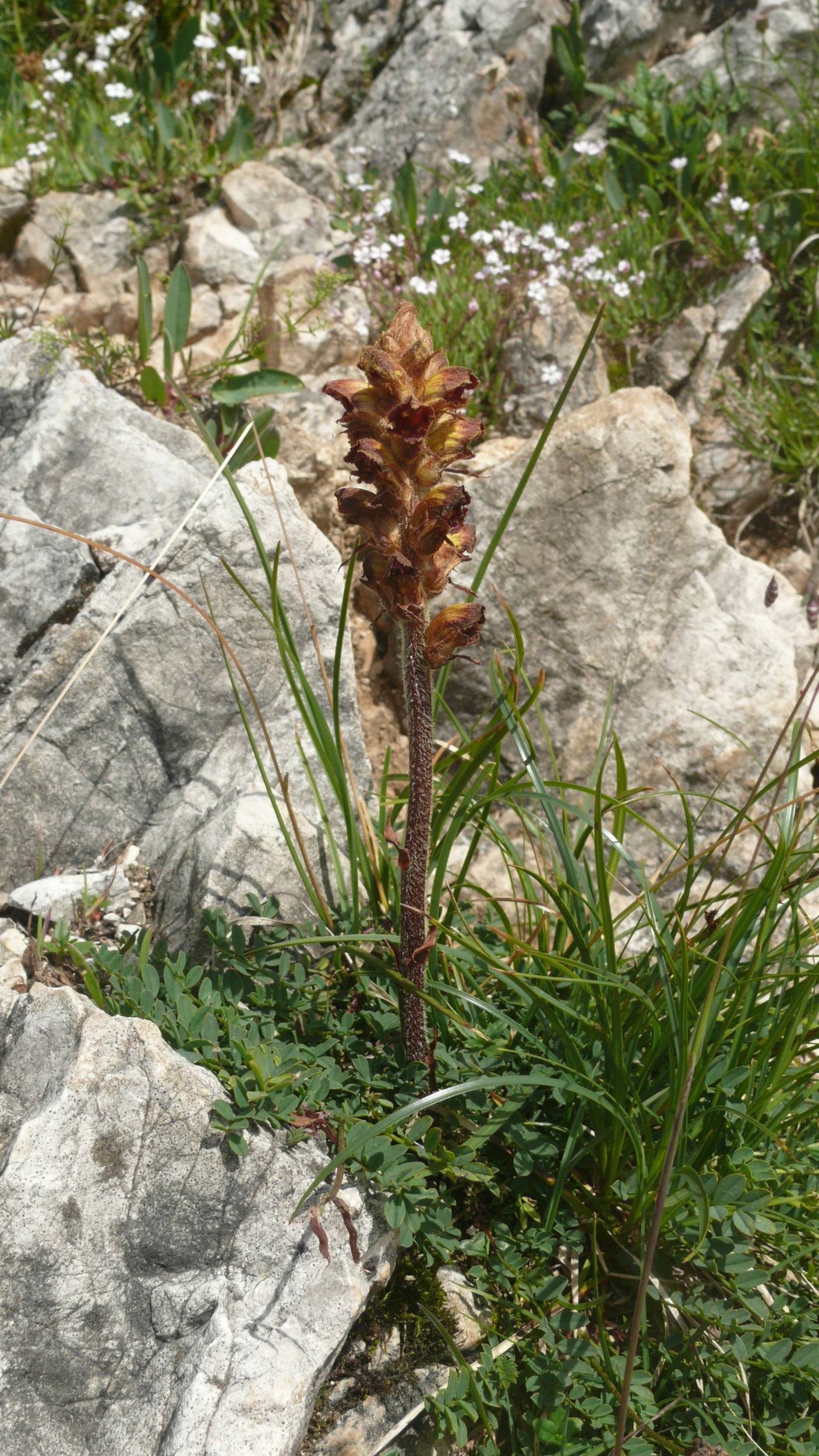
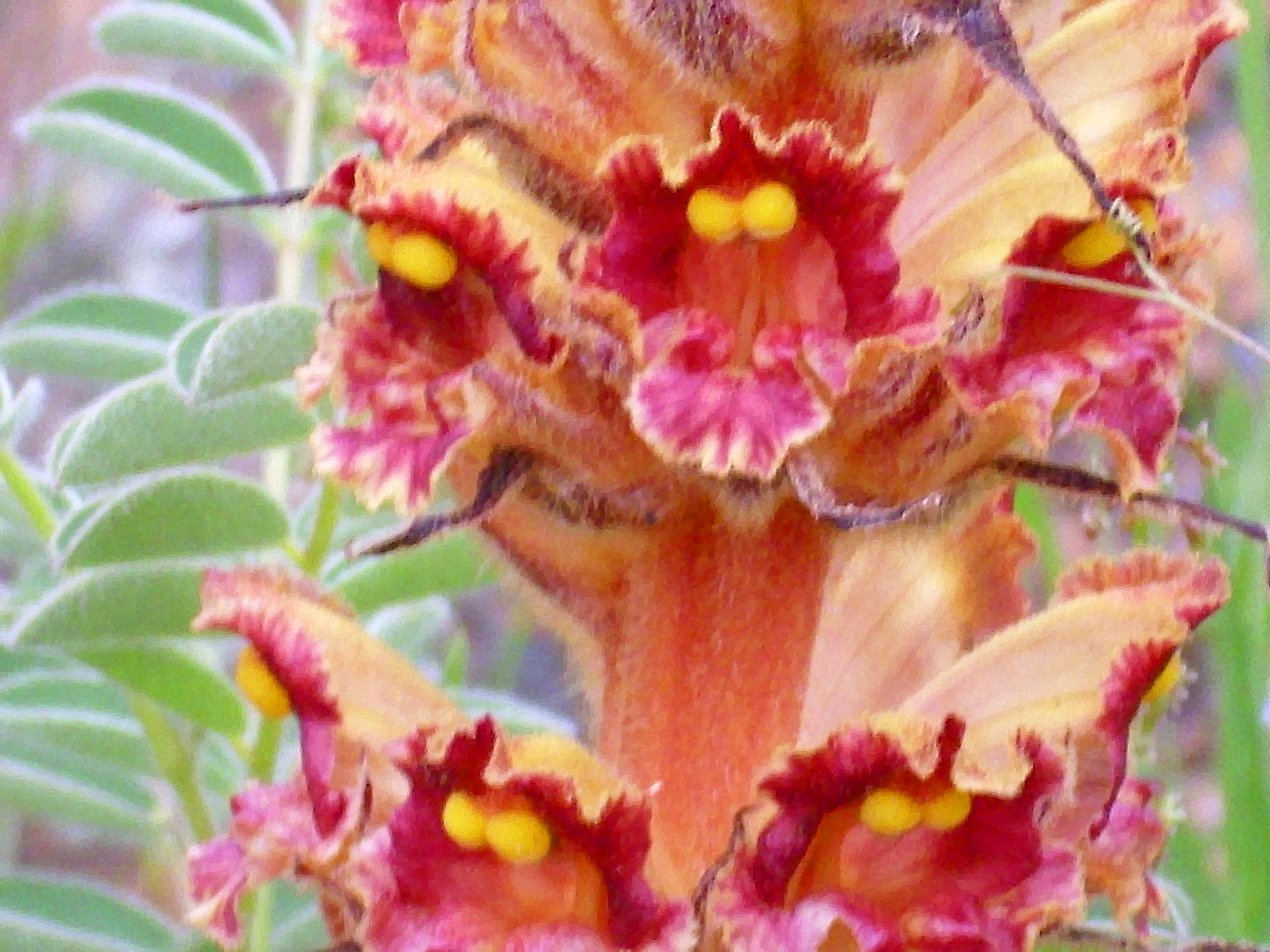
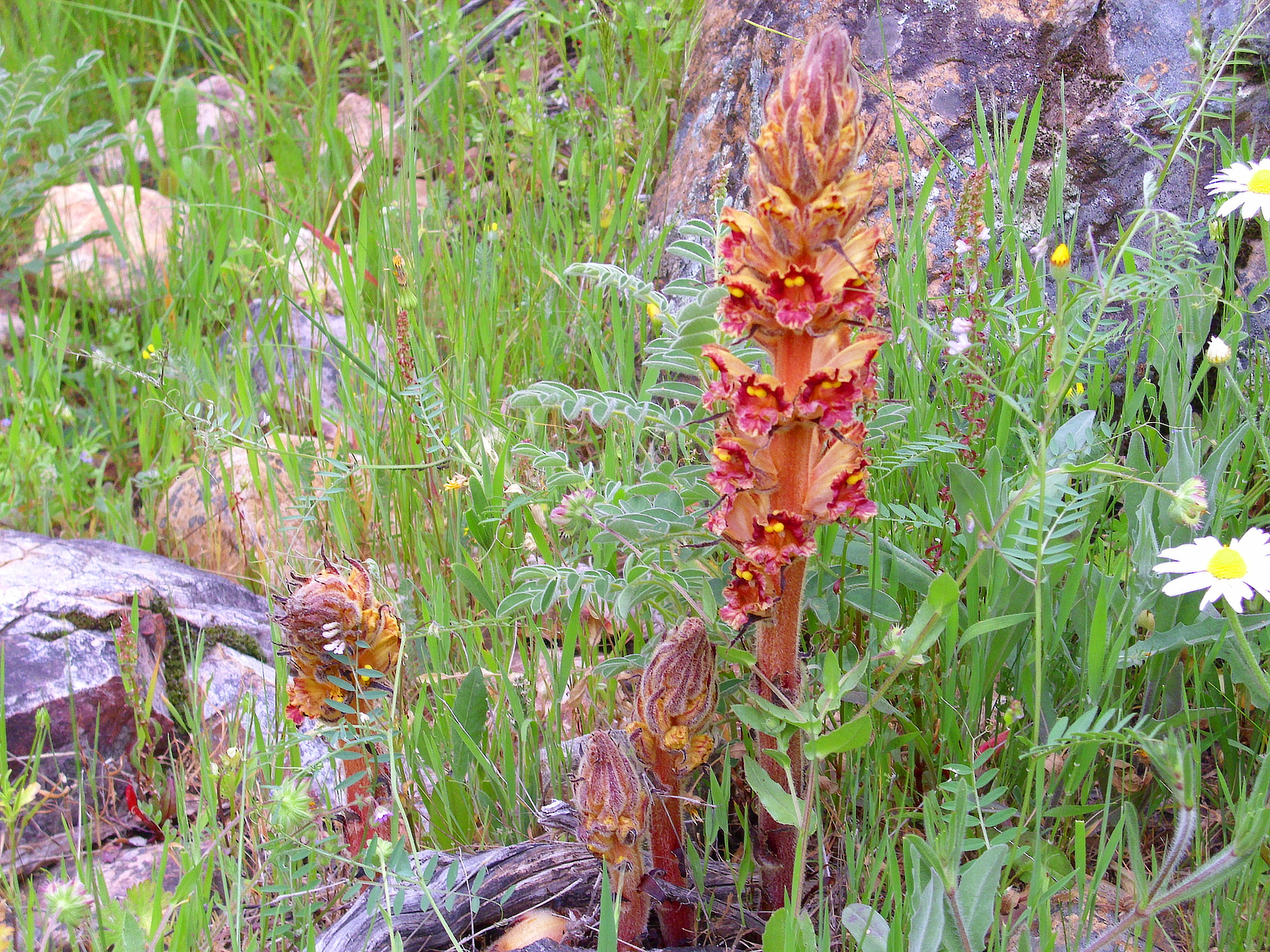